# M993
L'M993 è un cingolato americano degli anni '80, è stato derivato dalla meccanica dei veicoli M2 Bradley ed è la piattaforma per il lanciarazzi MLRS (Multiple Launch Rocket System), ma ne sono state sviluppate versioni anche come quelle di rifornimento per i razzi delle batterie MLRS.